# Michiko de Kowa-Tanaka

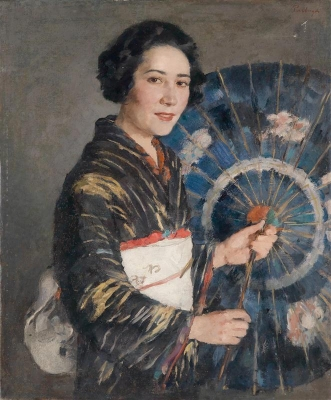
Porträt von Leo Perlberger

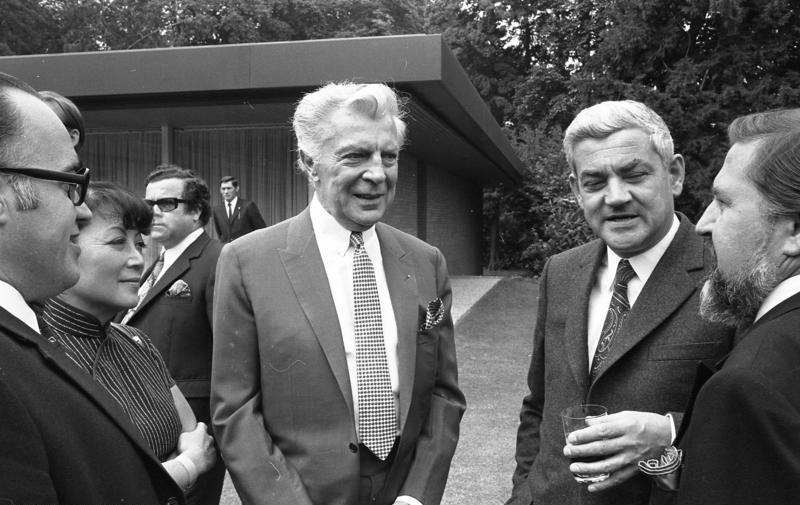
Michiko & Viktor de Kowa mit Horst Ehmke (1971)

Michiko de Kowa-Tanaka, jap. 田中 路子, Tanaka Michiko (* 15. Juli 1909 in Kanda; † 18. Mai 1988 in München), war eine japanisch-österreichische Schauspielerin und Sängerin (Sopran).

## Leben
Michiko Tanaka war Tochter des Malers Raishō Tanaka. Ihre erste Gesangsausbildung erhielt sie am Tōkyō Ongaku Gakkō. Während dieser Zeit begann sie eine Affäre mit dem Cellisten Hideo Saitō vom Shin Kōkyō Gakudan (dem heutigen NHK-Sinfonieorchester), der kurz zuvor, 1927, aus Deutschland zurückgekehrt war. Da er verheiratet war, beendeten ihre Eltern diese Beziehung, indem sie sie nach Wien zum Auslandsstudium schickten. Zuerst lernte sie Harfe, bis sie auf Ratschlag von Konoe Hidemaro, dem neuen Dirigenten des Shin Kōkyō Gakudan, und nachdem sie Maria Jeritza als Salome gehört hatte, sich an der Staatsakademie für Musik bewarb. Eine ihrer Lehrerinnen dort war Maria Ivogün. Ihr Vormund in Wien war der japanische Gesandte in Österreich. Durch ihn bekam sie Zugang zur High Society, wo ihr Auftreten das Missfallen der japanischen Gesandtschaft erregte. Ihrer Rückbeorderung nach Japan kam sie 1931 durch eine Heirat mit dem 40 Jahre älteren Julius Meinl II. zuvor, die ihr die österreichische Staatsbürgerschaft einbrachte. Diese Ehe wurde 1941 geschieden.
1930 debütierte sie in Die Geisha am Stadttheater Graz. Später stand sie mit Richard Tauber in Madame Butterfly auf der Bühne und ging weltweit auf Tour. 1935 gab Julius Meinl für sie bei Paul Abraham die Operette Dschainah, das Mädchen aus dem Tanzhaus in Auftrag und finanzierte ihren ersten Film Letzte Liebe. In Paris stand sie 1937 für Yoshiwara und 1938 für Sturm über Asien vor der Kamera. Nach Affären mit dem Dramatiker Carl Zuckmayer und dem Schauspieler Sessue Hayakawa lernte sie dort schließlich den Schauspieler Viktor de Kowa kennen, den sie 1941 heiratete. Ihr vorheriger Ehemann Julius Meinl war Trauzeuge. Während und nach dem Zweiten Weltkrieg war de Kowas Haus in Berlin Anlaufstelle für viele Japaner. Sie machte Seiji Ozawa mit Herbert von Karajan bekannt, der später sein Lehrer wurde.
Michiko de Kowa engagierte sich für ein Deutsch-Japanisches Kulturabkommen und war an der Gründung der Japanisch-Deutschen Gesellschaft Tokyo beteiligt. 1952 wurde sie als erste Japanerin mit einer Tafel am Mozartgedenkhaus geehrt.

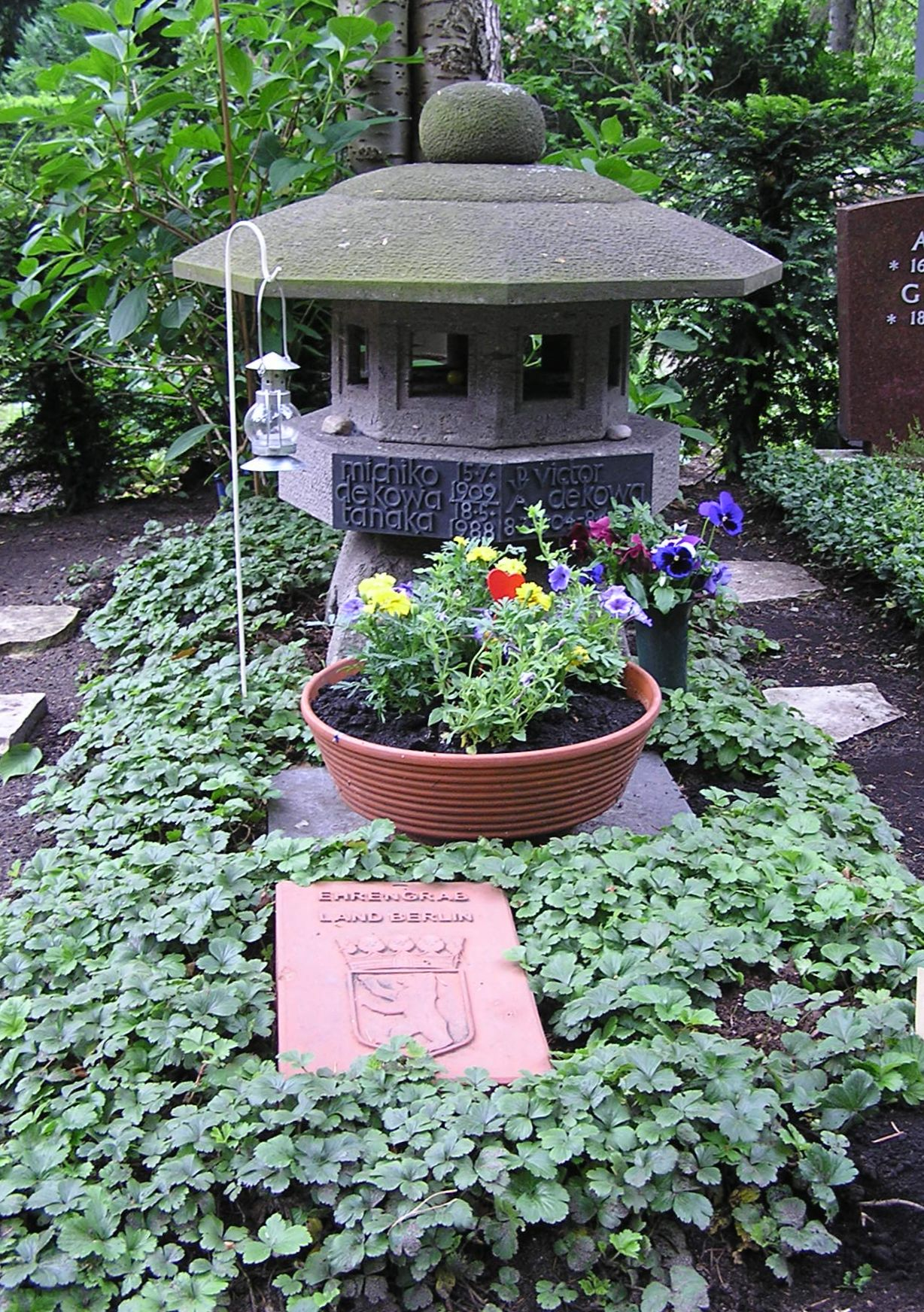
Michiko de Kowa-Tanakas Grabstätte, die von Richard Scheibe gestaltet wurde

Seit ihrem Ruhestand wohnte sie in München, zuletzt in einem Seniorenheim. Dort starb Michiko de Kowa im Mai 1988 im Alter von 78 Jahren an einer Herzinsuffizienz.
Beigesetzt wurde sie neben ihrem 1973 verstorbenen Mann auf dem landeseigenen Berliner Friedhof Heerstraße im heutigen Ortsteil Westend (Grablage: 16-G-29). Das Grabdenkmal in Form einer Pagode schuf der Bildhauer Richard Scheibe. Dahinter stehen zwei ineinander verschlungene Kirschbäume. Beides erinnert an die fernöstliche Kultur, der die Verstorbene entstammt. Von 1990 bis 2014 war die letzte Ruhestätte von Michiko de Kowa-Tanaka als Ehrengrab des Landes Berlin gewidmet. Die separate Widmung als Ehrengrab für Viktor de Kowa, die seit 1980 besteht, und der damit zusammenhängende Schutz der Grabanlage gelten vorläufig noch bis 2021. Anschließend entscheidet der Berliner Senat über eine Verlängerung.

## Autobiografie
- Michiko Tanaka: 私の歩んだ道　滞欧二十年 (Watakushi no ayunda michi. taiō nijū-nen). Hōbunsha, 1954 (Neuauflage: Ōzorasha, 1999, ISBN 4-7568-0887-5)